# Cynanchum floribundum
Cynanchum floribundum là một loài thực vật có hoa trong họ La bố ma. Loài này được R.Br. mô tả khoa học đầu tiên năm 1809.